# 圣福里安圣殿 (克拉科夫)

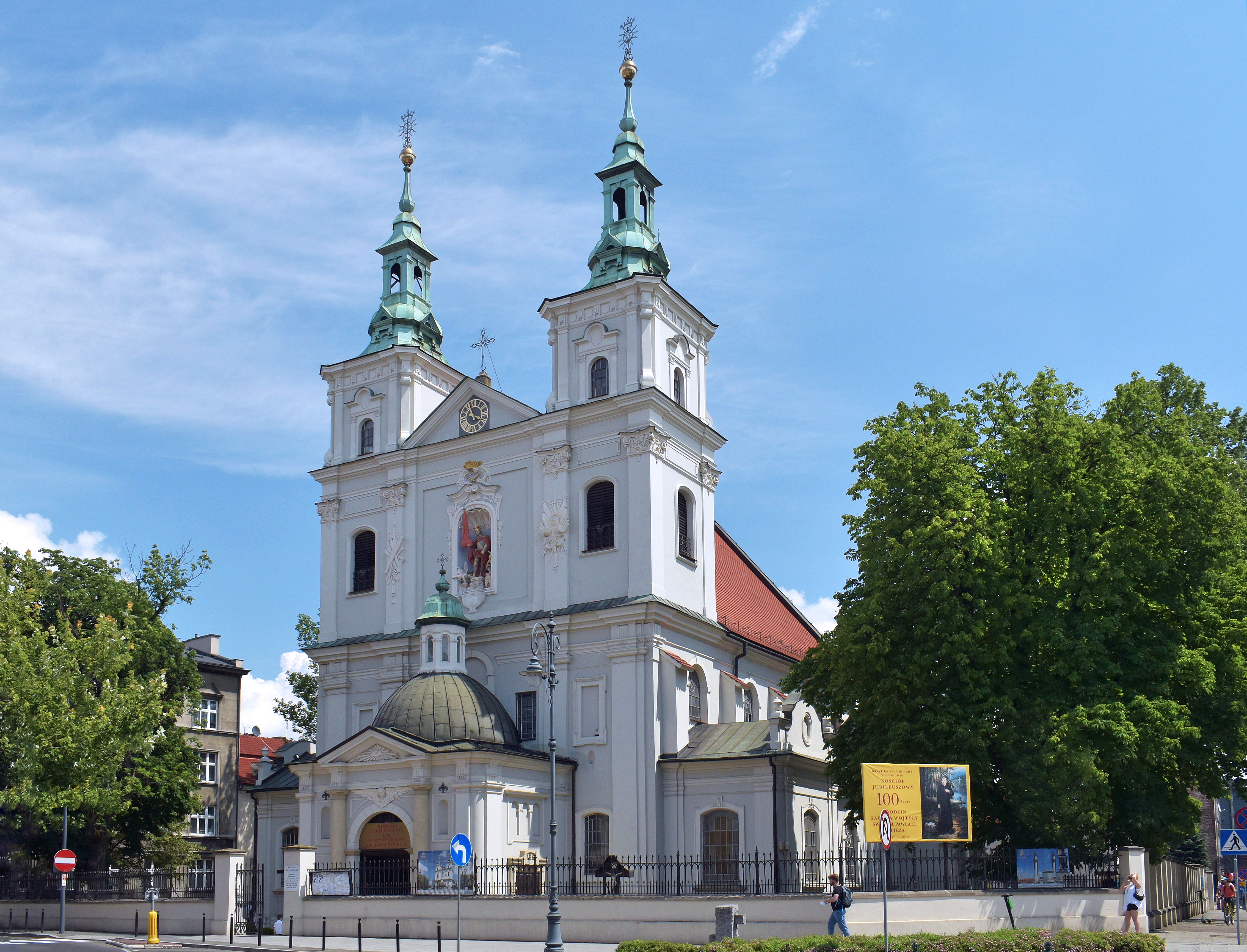
圣福里安圣殿

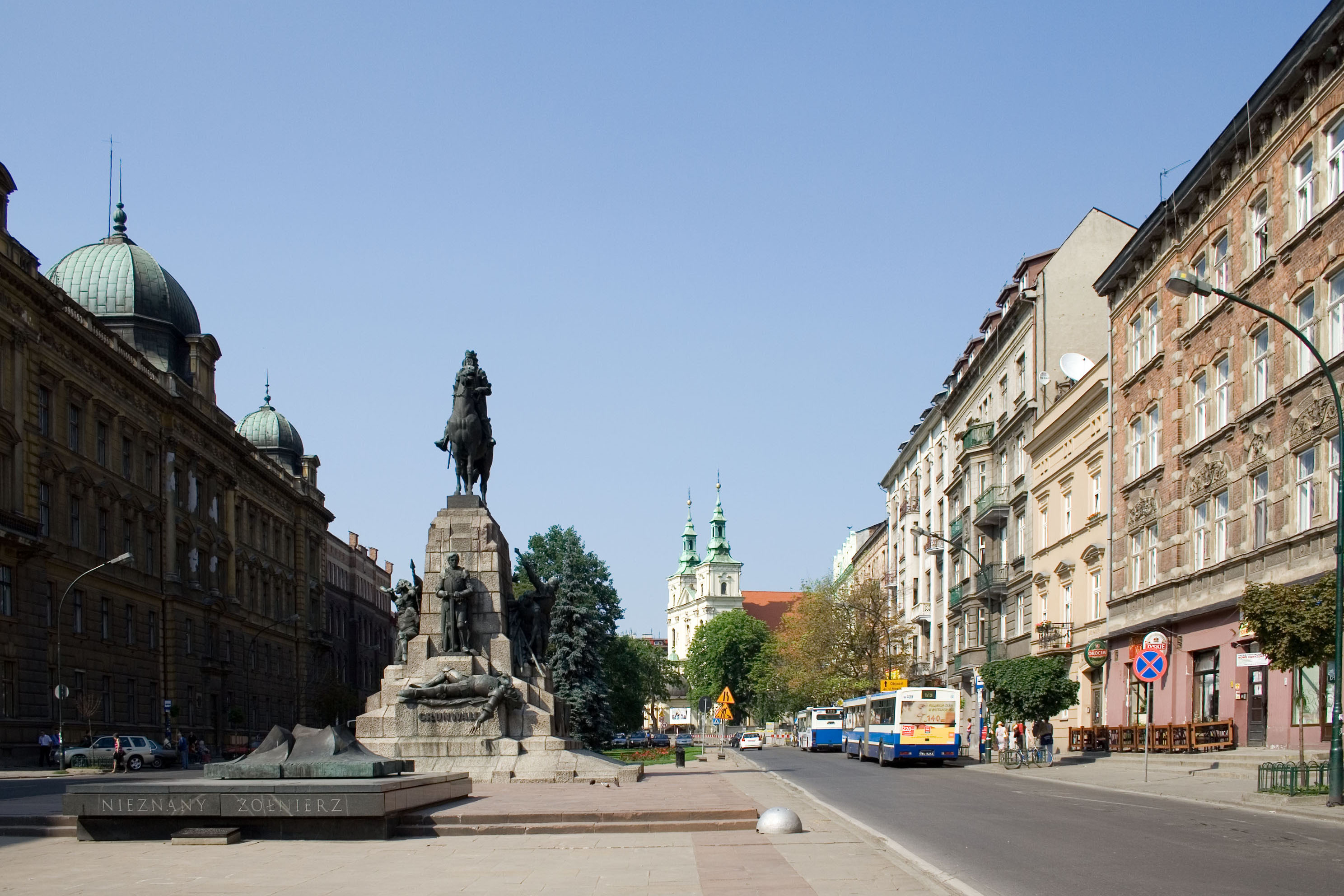
马泰伊科广场，背景是教堂

圣福里安圣殿（波蘭語：Kościół św. Floriana w Krakowie）是波兰城市克拉科夫一座建築於中世紀的天主教教堂，位于马泰伊科广场的北端，曾是中世纪城市克莱帕日（现在是克拉科夫的一个区）的中心。
圣福里安圣殿兴建于1185到1216年。曾经在12世纪、16世纪和17世纪多次被大火烧毁。在瑞典人围攻克拉科夫期间，斯特凡·恰尔涅茨基将军下令烧毁城市郊区。不过在1528年全城大火中，该教堂包括圣徒的圣髑奇迹般的幸存了下来。自那时起，聖福里安（罗马军团的运水官），成为波兰消防队员和扫烟囱的人的主保圣人。 
今日的面貌是由于波瑞战争后的重建，成为巴洛克建筑。16世纪以后，教堂归属大学。瓦维尔主教座堂皇家加冕仪式的加冕路线开始于这里，由大学理事会主席欢迎新国王。这座教堂也是前往瓦维尔主教座堂的皇家葬礼游行的起点。
1667年，路德维卡·玛丽亚·贡扎加王后的遗体临时安放于此处，1818年，塔德乌什·柯斯丘什科的遗体也安葬于此。从1949年9月17日到1951年9月，日后的教宗若望保禄二世在此担任神甫。1999年升格为次级圣殿。2002年9月18日他在前往波兰朝圣时又访问了这座教堂。
在传说中，1184年，牛运着圣福里安（波兰未来的主保圣人）的遗体，停在目前教堂所在的地方。遗物神奇地变重，无法进城，于是决定就在此处兴建教堂。殉道者本来与波兰并无联系，但是，出于政治原因，他的遗物由罗马被带到克拉科夫。由于格涅兹诺竞争首都的地位，克拉科夫需要有自己的圣徒。
克莱帕日镇是由卡齐米日大帝创建于1366年，环绕着圣福里安圣殿，由卡齐米日国王根据教堂命名为Florencja，在拉丁语中称为 Clepardia。（页面存档备份，存于） 1792年，波兰国会将这个郊区并入克拉科夫。 